# メリット勲章
メリット勲章（メリットくんしょう、英語: Order of Merit）は、イギリスおよびイギリス連邦の騎士団勲章（Order）で、イギリスの君主によって授けられる。軍事での功績または科学、芸術、文学等の文化の振興、もしくは公共の福祉へ貢献があった人物に贈られる。叙勲が功績のみで評価され定員が24名と少数であることから、この勲章は大変な名誉と考えられ、現存する勲章の中で最高の栄誉とも言われている。

## 概要
1902年、エドワード7世の時代にプロイセン王国のプール・ル・メリット勲章に倣って制定された。当時のプール・ル・メリット勲章には軍事部門の“戦功章”（Militärklasse）と芸術・文化部門の“科学芸術章”（Wissenschaften und Künste）があったが、メリット勲章はバッジのデザインに違いがあるが同じ章とされる。そして、部門としては「公共の福祉への貢献」が加わり、政治家も対象となっている。
形式はプール・ル・メリット勲章や日本の文化勲章と同様に、中綬章の体裁を取った単一等級の勲章である。バッジは金色の王冠と赤い十字で飾られている。軍事功労者には中央に交差した剣2振りの模様を入れた記章を用意し、他の功労者と区別される。リボン（綬）の色は赤と青であり、着用の際は、男性はこの綬に通して首から下げ、女性は蝶結びの綬を左肩に付ける。

### 授与基準

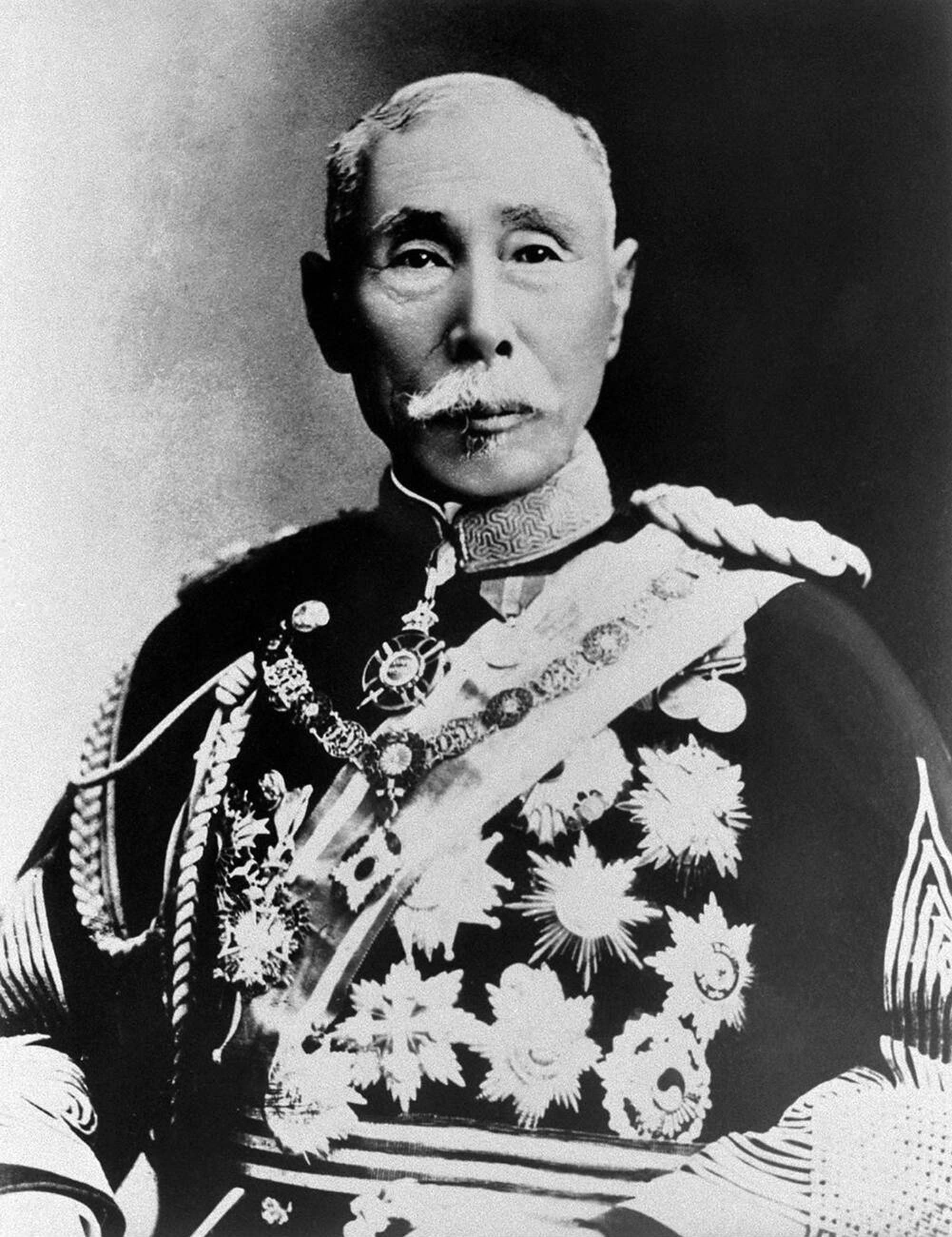
軍人用のメリット勲章を着けた山縣有朋

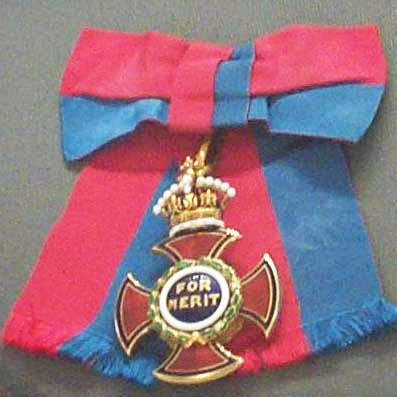
ドロシー・ホジキンの女性文民用メリット勲章（王立協会に展示）

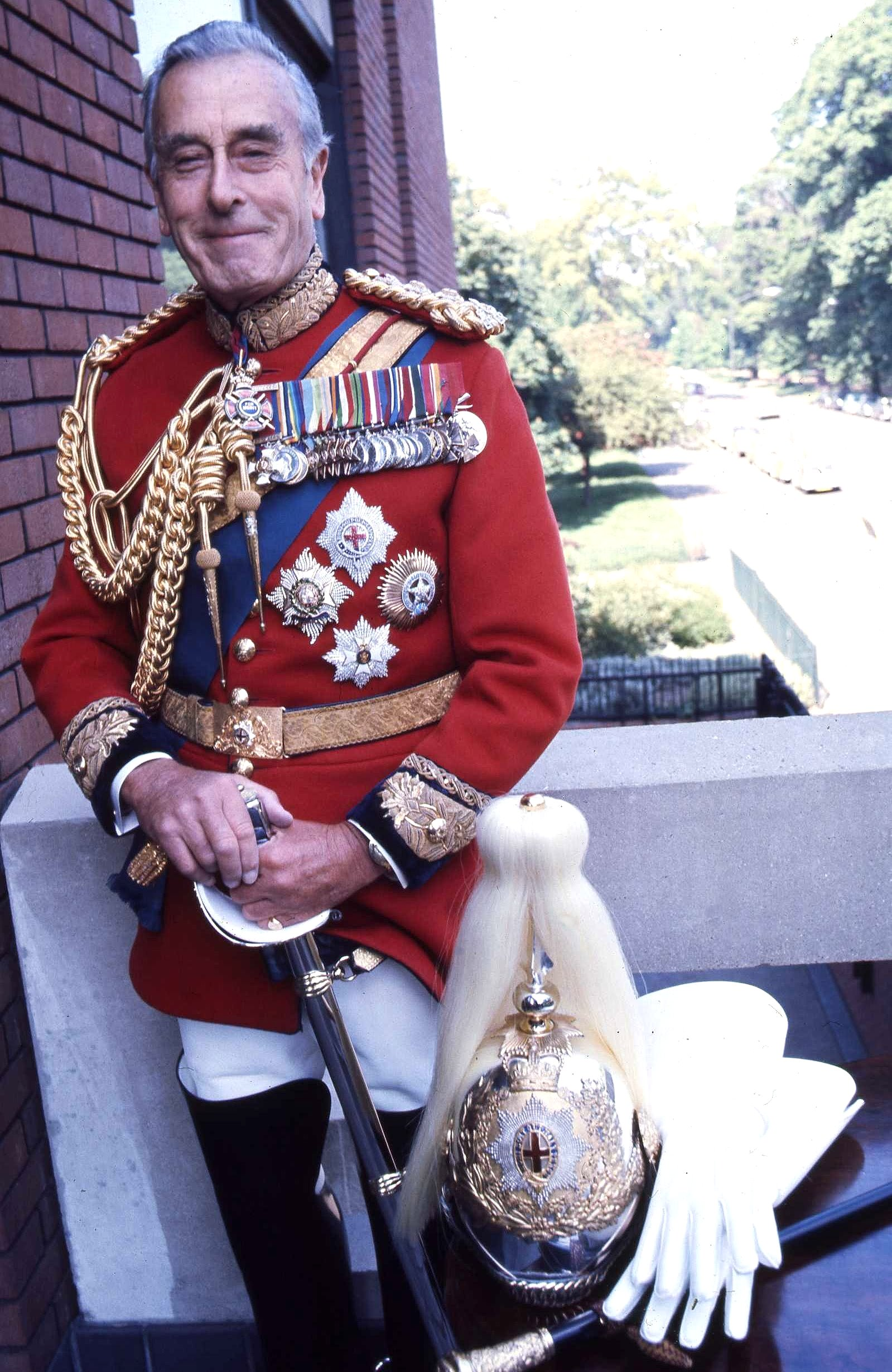
軍功メリット勲章を着けライフガーズ正装のマウントバッテン伯爵

序列はバス勲章ナイト・グランドクロスと聖マイケル・聖ジョージ勲章ナイト・グランドクロスの間に位置するが、授与基準を比べるとガーター勲章やシッスル勲章は身分、バス勲章は地位や役職である点に対し、この勲章は個人の功績が基準とされている。そのため、他の叙勲と比べて王族の受章者が少ない。また、授与の決定権が君主に属しており内閣の助言を必要としない事も、他の多くの勲章と異なる点である。そして、聖マイケル・聖ジョージ勲章以下のナイト・グランドクロス章やナイト・コマンダー章より上位にありながらナイト爵に叙されないため、英連邦王国において爵位を認めない国の中には、これを最高勲章とする場合もある。
上記のように、イギリスの勲章は種類により授与基準や対象がそれぞれ異なるため、フランスのレジオンドヌール勲章のように下位の章から順に勲位が上がっていくのではなく、どの種類や等級の勲章を受けるか、個人の経歴によって異なる。従って、種類が異なれば序列の低い勲章を後から受章することも珍しくなく、例えば、一方で後述するマウントバッテン伯爵はバス勲章ナイト・グランドクロスより後にこの勲章を受章している。他方、軍人以外はメリット勲章を受けてもバス勲章（軍人・官僚）はほとんど受けられず、聖マイケル・聖ジョージ勲章（外交官・行政官）やロイヤル・ヴィクトリア勲章（王族・王室関係の公職）と重なることもない。

### コンパニオンズ・オブ・オーナー勲章
一方の文化部門と公共福祉部門（政治家）の功労者にとって、軍事部門のないコンパニオンズ・オブ・オーナー勲章がメリット勲章の直接下位に位置付けられる。大英帝国勲章ナイト・グランドクロスとバス勲章ナイト・コマンダーの間に位置し、授与基準は軍功を除くとメリット勲章に近く定員は65名と多い。そのため、文化部門の功労者のほとんどは、コンパニオンズ・オブ・オーナー勲章を受章したのちにメリット勲章を受けている。
それに対して公共福祉部門では、首相が退任すると慣例としてメリット勲章を贈られ、首相経験者がガーター勲章を受章するために必要な勲位と考えられていた。首相を除く閣僚経験者には、コンパニオンズ・オブ・オーナー勲章を授与する。退任した首相にもこの章を授ける場合があるが、これまで退職時にコンパニオンズ・オブ・オーナー勲章を贈られた首相は、その辞職の経緯が円満なものではなかった場合が多いため、それらのこととの関係も推測されている。退職時にこの章を叙勲されメリット勲章は授からなかった者に、最近ならジョン・メージャーの例がある。エリザベス2世女王の反対を押し切って王室ヨット「ブリタニア」を売却したから女王の恨みを買ったとされ、女王に決定権があるメリット勲章は望めないとの憶測が流れた。メージャーにはメリット勲章の叙勲はなく、ガーター勲章を授与された。

## 受章者
受章者はメリット騎士団へ加えられるが、定員は軍事・文化・公共福祉の全部門合わせて、国王と24人に限られている。但し、外国人へは定数外として授与される。軍事部門では海軍元帥ルイス・マウントバッテン伯爵の叙勲が最後であり、現在の騎士団員は全員、文化部門または公共福祉部門から選ばれた。
この勲章は制定時より女性にも開放されており、1907年にフローレンス・ナイチンゲールが女性としては初めて受章した。日本人としては東郷平八郎や山縣有朋が受章している。
この勲章を受けてもナイト爵には列せられないので、受章者に“Sir”や“Dame”の敬称は付かないが、名前の後にOMのポスト・ノミナル・レターズが付される。
| 番号 | 国籍                 | 氏名（職業等）                                                           | 叙勲日         | 歿日           | 会員種別     | 備考 |
| ---- | -------------------- | ------------------------------------------------------------------------ | -------------- | -------------- | ------------ | ---- |
| 1    | /                    | フレデリック・ロバーツ（初代ロバーツ伯、陸軍軍人）                       | 1902年6月26日  | 1914年11月14日 |              |      |
| 2    | イギリスの旗         | ガーネット・ヴォルズリー（初代ヴォルズリー子爵、陸軍軍人）               | 1902年6月26日  | 1913年3月25日  |              |      |
| 3    | イギリスの旗         | ホレイショ・ハーバート・キッチナー（初代キッチナー伯、陸軍軍人）         | 1902年6月26日  | 1916年6月5日   |              |      |
| 4    | イギリスの旗         | ジョン・ウィリアム・ストラット（第3代レイリー男爵、物理学者）            | 1902年6月26日  | 1919年6月30日  |              |      |
| 5    | イギリスの旗         | ウィリアム・トムソン（初代ケルビン男爵、物理学者）                       | 1902年6月26日  | 1907年12月17日 |              |      |
| 6    | イギリスの旗         | ジョゼフ・リスター（初代リスター男爵、外科医）                           | 1902年6月26日  | 1912年2月10日  |              |      |
| 7    | イギリスの旗         | ヘンリー・ケッペル（海軍軍人）                                           | 1902年6月26日  | 1904年1月17日  |              |      |
| 8    | イギリスの旗         | ジョン・モーリー（初代モーリー・オブ・ブラックバーン子爵、政治家）       | 1902年6月26日  | 1923年9月23日  |              |      |
| 9    | イギリスの旗         | ウイリアム・エドワード・ハートポール・レッキー（歴史学者）               | 1902年6月26日  | 1903年10月22日 |              |      |
| 10   | イギリスの旗         | エドワード・ホバート・シーモア（海軍軍人）                               | 1902年6月26日  | 1929年3月2日   |              |      |
| 11   | イギリスの旗         | ウィリアム・ハギンズ（天文学者）                                         | 1902年6月26日  | 1910年5月12日  |              |      |
| 12   | イギリスの旗         | ジョージ・フレデリック・ワッツ（画家）                                   | 1902年6月26日  | 1904年7月1日   |              |      |
| 13   | イギリスの旗         | ジョージ・スチュアート・ホワイト（陸軍軍人）                             | 1905年6月30日  | 1912年6月24日  |              |      |
| 14   | イギリスの旗         | ジョン・アーバスノット・フィッシャー（海軍軍人）                         | 1905年6月30日  | 1920年7月10日  |              |      |
| 15   | イギリスの旗         | リチャード・クレーヴァーハウス・ジェッブ（古典学者）                     | 1905年6月30日  | 1905年12月9日  |              |      |
| 16   | /                    | ローレンス・アルマ＝タデマ（画家）                                       | 1905年6月30日  | 1912年6月25日  |              |      |
| 17   | イギリスの旗         | ジョージ・メレディス（小説家）                                           | 1905年6月30日  | 1909年5月18日  |              |      |
| 18   | イギリスの旗         | ウィリアム・ホルマン・ハント（画家）                                     | 1905年6月30日  | 1910年9月7日   |              |      |
| 19   | 日本の旗             | 山縣有朋（日本の首相、陸軍軍人）                                         | 1906年2月21日  | 1922年2月1日   | 名誉メンバー |      |
| 20   | 日本の旗             | 大山巌（日本の陸軍軍人）                                                 | 1906年2月21日  | 1916年12月10日 | 名誉メンバー |      |
| 21   | 日本の旗             | 東郷平八郎（日本の海軍軍人）                                             | 1906年2月21日  | 1934年5月30日  | 名誉メンバー |      |
| 22   | イギリスの旗         | エブリン・ベアリング（初代クローマー伯、エジプト総督）                   | 1906年6月29日  | 1917年1月29日  |              |      |
| 23   | イギリスの旗         | ジェームズ・ブライス（初代ブライス子爵、法律家、政治家）                 | 1907年2月11日  | 1922年1月22日  |              |      |
| 24   | イギリスの旗         | ジョーゼフ・ドールトン・フッカー（植物学者）                             | 1907年6月30日  | 1911年12月10日 |              |      |
| 25   | /                    | フローレンス・ナイチンゲール（看護師）                                   | 1907年5月12日  | 1910年8月13日  |              |      |
| 26   | イギリスの旗         | ヘンリー・ジャクソン（古典学者）                                         | 1908年6月26日  | 1921年9月25日  |              |      |
| 27   | イギリスの旗         | アルフレッド・ラッセル・ウォレス（博物学者）                             | 1908年6月26日  | 1913年11月7日  |              |      |
| 28   | イギリスの旗         | ウィリアム・クルックス（化学者、物理学者）                               | 1910年7月8日   | 1919年4月4日   |              |      |
| 29   | イギリスの旗         | トーマス・ハーディ（詩人、作家）                                         | 1910年7月8日   | 1928年1月11日  |              |      |
| 30   | イギリスの旗         | ジョージ・オットー・トレヴェリアン（第2代准男爵、歴史家）                | 1911年6月19日  | 1928年8月17日  |              |      |
| 31   | イギリスの旗         | エドワード・エルガー（作曲家）                                           | 1911年6月19日  | 1934年2月23日  |              |      |
| 32   | イギリスの旗         | アーサー・ナイヴェット・ウィルソン（海軍軍人）                           | 1912年3月8日   | 1921年5月25日  |              |      |
| 33   | イギリスの旗         | ジョーゼフ・ジョン・トムソン（物理学者）                                 | 1912年3月15日  | 1940年8月30日  |              |      |
| 34   | イギリスの旗         | アーチボルド・ゲイキー（地質学者）                                       | 1914年1月1日   | 1924年11月10日 |              |      |
| 35   | イギリスの旗         | ジョン・フレンチ（イーペル伯、陸軍軍人）                                 | 1914年12月3日  | 1925年5月22日  |              |      |
| 36   | イギリスの旗         | リチャード・ホールデン（初代ホールデン子爵、政治家）                     | 1915年5月26日  | 1928年8月19日  |              |      |
| 37   | /                    | ヘンリー・ジェイムズ（作家）                                             | 1916年1月1日   | 1916年2月28日  |              |      |
| 38   | イギリスの旗         | ジョン・ジェリコー（初代ジェリコー伯、海軍軍人）                         | 1916年5月31日  | 1935年11月20日 |              |      |
| 39   | イギリスの旗         | アーサー・バルフォア（初代バルフォア伯、首相）                           | 1916年6月3日   | 1930年3月19日  |              |      |
| 40   | フランスの旗         | フェルディナン・フォッシュ（フランスの陸軍軍人）                         | 1918年11月29日 | 1929年3月20日  | 名誉メンバー |      |
| 41   | イギリスの旗         | デビッド・ビーティ（初代ビーティ伯、海軍軍人）                           | 1919年6月3日   | 1936年3月11日  |              |      |
| 42   | イギリスの旗         | ダグラス・ヘイグ（初代ヘイグ伯、陸軍軍人）                               | 1919年6月3日   | 1928年1月29日  |              |      |
| 43   | フランスの旗         | ジョゼフ・ジョフル（フランスの陸軍軍人）                                 | 1919年6月26日  | 1931年1月3日   | 名誉メンバー |      |
| 44   | イギリスの旗         | デビッド・ロイド・ジョージ（初代ドワィフォーのロイド・ジョージ伯、首相） | 1919年8月5日   | 1945年3月26日  |              |      |
| 45   | イギリスの旗         | ジェームズ・マシュー・バリー（作家）                                     | 1922年1月2日   | 1937年6月19日  |              |      |
| 46   | イギリスの旗         | フランシス・ハーバート・ブラッドリー（哲学者）                           | 1924年6月3日   | 1924年9月18日  |              |      |
| 47   | イギリスの旗         | チャールズ・シェリントン（生理学者）                                     | 1924年6月3日   | 1952年3月4日   |              |      |
| 48   | イギリスの旗         | ジェームズ・フレイザー（社会人類学者）                                   | 1925年1月1日   | 1941年5月7日   |              |      |
| 49   | /                    | アーネスト・ラザフォード（物理学者）                                     | 1925年1月1日   | 1937年10月19日 |              |      |
| 50   | イギリスの旗         | チャールズ・アルジャーノン・パーソンズ（技術者）                         | 1927年6月3日   | 1931年2月11日  |              |      |
| 51   | イギリスの旗         | ジョージ・エイブラハム・グリアソン（言語学者）                           | 1928年6月4日   | 1941年3月9日   |              |      |
| 52   | イギリスの旗         | ロバート・ブリッジズ（桂冠詩人）                                         | 1929年6月3日   | 1930年4月21日  |              |      |
| 53   | イギリスの旗         | ジョン・ゴールズワージー（作家）                                         | 1929年6月3日   | 1933年1月31日  |              |      |
| 54   | /                    | サミュエル・アレクサンダー（哲学者）                                     | 1930年6月3日   | 1938年9月13日  |              |      |
| 55   | イギリスの旗         | モンタギュウ・ロウズ・ジェイムズ（古文書学者、小説家）                   | 1930年6月3日   | 1936年6月12日  |              |      |
| 56   | イギリスの旗         | G・M・トレヴェリアン（歴史家）                                           | 1930年6月3日   | 1962年7月21日  |              |      |
| 57   | イギリスの旗         | チャールズ・マッデン（初代准男爵・海軍軍人）                             | 1931年1月1日   | 1935年6月5日   |              |      |
| 58   | イギリスの旗         | フィリップ・ウィルソン・スティーア（画家）                               | 1931年1月1日   | 1942年3月18日  |              |      |
| 59   | イギリスの旗         | ヘンリー・ブラッグ（物理学者）                                           | 1931年6月3日   | 1942年3月10日  |              |      |
| 60   | イギリスの旗         | J・W・マッケイル（著述家）                                               | 1935年1月1日   | 1945年12月13日 |              |      |
| 61   | イギリスの旗         | ジョン・メイスフィールド（作家）                                         | 1935年6月3日   | 1967年5月12日  |              |      |
| 62   | イギリスの旗         | レイフ・ヴォーン・ウィリアムズ（作曲家）                                 | 1935年6月3日   | 1958年8月26日  |              |      |
| 63   | イギリスの旗         | フレデリック・ホプキンズ（生理学者）                                     | 1935年6月3日   | 1947年5月16日  |              |      |
| 64   | イギリスの旗         | フィリップ・チェトウォード（初代チェトウォード男爵、陸軍軍人）           | 1936年1月1日   | 1950年7月6日   |              |      |
| 65   | イギリスの旗         | ハーバート・フィッシャー（歴史家、政治家）                               | 1937年2月1日   | 1940年4月18日  |              |      |
| 66   | イギリスの旗         | ロバート・ベイデン＝パウエル（ボーイスカウト連盟総長）                   | 1937年5月11日  | 1941年1月8日   |              |      |
| 67   | イギリスの旗         | アーサー・エディントン（天体物理学者）                                   | 1938年6月9日   | 1944年11月22日 |              |      |
| 68   | イギリスの旗         | アルフレッド・チャットフィールド（海軍軍人）                             | 1939年1月2日   | 1967年11月15日 |              |      |
| 69   | イギリスの旗         | ジェームズ・ジーンズ（物理学者、天文学者、数学者）                       | 1939年1月2日   | 1946年9月16日  |              |      |
| 70   | /                    | シリル・ニューオール（初代ニューオール男爵、空軍軍人）                   | 1940年10月29日 | 1963年11月30日 |              |      |
| 71   | /                    | ギルバート・マレー（古典学者）                                           | 1941年1月1日   | 1957年5月20日  |              |      |
| 72   | イギリスの旗         | エドウィン・ラッチェンス（建築家）                                       | 1942年1月1日   | 1944年1月1日   |              |      |
| 73   | イギリスの旗         | オーガスタス・ジョン（画家）                                             | 1942年6月11日  | 1961年10月31日 |              |      |
| 74   | イギリスの旗         | エドガー・エイドリアン（電気生理学者）                                   | 1942年6月11日  | 1977年8月4日   |              |      |
| 75   | イギリスの旗         | ウィリアム・ホールズワース（法学者）                                     | 1943年1月1日   | 1944年1月2日   |              |      |
| 76   | イギリスの旗         | ダドリー・パウンド（海軍軍人）                                           | 1943年9月3日   | 1943年10月21日 |              |      |
| 77   | イギリスの旗         | シドニー・ウェッブ（初代パスフィールド男爵、政治家）                     | 1944年6月8日   | 1947年10月13日 |              |      |
| 78   | イギリスの旗         | ヘンリー・ハレット・デール（脳科学者）                                   | 1944年6月8日   | 1968年7月23日  |              |      |
| 79   | イギリスの旗         | ジャイルズ・ギルバート・スコット（建築家）                               | 1944年6月8日   | 1960年2月8日   |              |      |
| 80   | /                    | アルフレッド・ノース・ホワイトヘッド（数学者、哲学者）                   | 1945年1月1日   | 1947年12月30日 |              |      |
| 81   | アメリカ合衆国の旗   | ドワイト・D・アイゼンハワー（アメリカの大統領、陸軍軍人）                | 1945年6月12日  | 1969年3月28日  | 名誉メンバー |      |
| 82   | イギリスの旗         | ウィンストン・チャーチル（首相）                                         | 1946年1月1日   | 1965年1月24日  |              |      |
| 83   | イギリスの旗         | チャールズ・ポータル（初代ハンガーフォードのポータル子爵、空軍軍人）     | 1946年1月1日   | 1971年4月22日  |              |      |
| 84   | イギリスの旗         | アラン・ブルック（初代アランブルック子爵、陸軍軍人）                     | 1946年6月13日  | 1963年6月17日  |              |      |
| 85   | イギリスの旗         | アンドルー・カニンガム（初代ハインドホープのカニンガム子爵、海軍軍人）   | 1946年6月13日  | 1963年6月12日  |              |      |
| 86   | イギリスの旗         | エドワード・ウッド（初代ハリファックス伯爵、政治家）                     | 1946年6月13日  | 1959年12月23日 |              |      |
| 87   | 南アフリカの旗       | ヤン・スマッツ（南アフリカ連邦首相）                                     | 1947年1月1日   | 1950年9月11日  |              |      |
| 88   | アメリカ合衆国の旗   | ジョン・ワイナント（在イギリスアメリカ合衆国大使）                       | 1947年1月1日   | 1947年11月3日  | 名誉メンバー |      |
| 89   | カナダの旗           | ウィリアム・ライアン・マッケンジー・キング（カナダ首相）                 | 1947年11月17日 | 1950年7月22日  |              |      |
| 90   | /                    | T・S・エリオット（作家）                                                 | 1948年1月1日   | 1965年1月4日   |              |      |
| 91   | イギリスの旗         | ロバート・ロビンソン（化学者）                                           | 1949年6月9日   | 1975年2月8日   |              |      |
| 92   | イギリスの旗         | バートランド・ラッセル（第3代ラッセル伯、数学者、哲学者）                | 1949年6月9日   | 1970年2月2日   |              |      |
| 93   | イギリスの旗         | アレクサンダー・カドガン（外務次官）                                     | 1951年1月1日   | 1968年7月9日   |              |      |
| 94   | イギリスの旗         | ヒュー・トレンチャード（初代トレンチャード子爵、空軍軍人）               | 1951年1月1日   | 1956年2月10日  |              |      |
| 95   | イギリスの旗         | ジョージ・エドワード・ムーア（哲学者）                                   | 1951年6月7日   | 1958年10月24日 |              |      |
| 96   | イギリスの旗         | クレメント・アトリー（初代アトリー伯、首相）                             | 1951年11月5日  | 1967年10月8日  |              |      |
| 97   | /                    | ワイルダー・ペンフィールド（神経外科医）                                 | 1953年1月1日   | 1976年4月5日   |              |      |
| 98   | イギリスの旗         | ウォルター・デ・ラ・メア（作家）                                         | 1953年6月1日   | 1956年6月22日  |              |      |
| 99   | フランスの旗         | アルベルト・シュヴァイツァー（神学者、哲学者、医師）                     | 1955年2月25日  | 1965年9月4日   | 名誉メンバー |      |
| 100  | イギリスの旗         | マルコム・ヘイリー（初代ヘイリー男爵、イギリス領インド帝国行政官）       | 1956年5月31日  | 1969年6月1日   |              |      |
| 101  | イギリスの旗         | ジョン・コッククロフト（物理学者）                                       | 1957年1月1日   | 1967年9月18日  |              |      |
| 102  | イギリスの旗         | ジョン・アンダーソン（初代ウェヴァレイ子爵、政治家）                     | 1957年12月8日  | 1958年1月4日   |              |      |
| 103  | オーストラリアの旗   | フランク・マクファーレン・バーネット（ウイルス学者）                     | 1958年6月12日  | 1985年8月31日  |              |      |
| 104  | イギリスの旗         | ハーバート・サミュエル（政治家）                                         | 1958年11月21日 | 1963年2月2日   |              |      |
| 105  | イギリスの旗         | ハロルド・アレグザンダー（初代チュニスのアレクザンダー伯、陸軍軍人）     | 1960年4月23日  | 1969年6月16日  |              |      |
| 106  | イギリスの旗         | シリル・ヒンシェルウッド（物理化学者）                                   | 1960年4月23日  | 1967年10月9日  |              |      |
| 107  | イギリスの旗         | グレアム・サザーランド（芸術家）                                         | 1960年4月23日  | 1980年2月17日  |              |      |
| 108  | イギリスの旗         | ジェフリー・デ・ハヴィランド（航空技術者）                               | 1962年11月23日 | 1965年5月21日  |              |      |
| 109  | /                    | バジル・スペンス（建築家）                                               | 1962年11月23日 | 1976年11月19日 |              |      |
| 110  | オーストラリアの旗   | オーウェン・ディクソン（オーストラリアの裁判官）                         | 1963年5月29日  | 1972年7月7日   |              |      |
| 111  | インドの旗           | サルヴパッリー・ラーダークリシュナン（インドの大統領、哲学者）           | 1963年6月12日  | 1975年4月17日  | 名誉メンバー |      |
| 112  | イギリスの旗         | ジョージ・ピーボディ・グーチ（歴史家）                                   | 1963年8月16日  | 1968年8月31日  |              |      |
| 113  | イギリスの旗         | ヘンリー・ムーア（彫刻家）                                               | 1963年8月16日  | 1986年8月31日  |              |      |
| 114  | イギリスの旗         | ベンジャミン・ブリテン（音楽家）                                         | 1965年3月23日  | 1976年12月4日  |              |      |
| 115  | /                    | ドロシー・ホジキン（化学者）                                             | 1965年3月23日  | 1994年7月29日  |              |      |
| 116  | イギリスの旗         | ルイス・マウントバッテン（初代バーマのマウントバッテン伯爵、海軍軍人）   | 1965年7月15日  | 1979年8月27日  |              |      |
| 117  | /                    | ハワード・フローリー（フローリー男爵、生理学者）                         | 1965年7月15日  | 1968年2月21日  |              |      |
| 118  | イギリスの旗         | パトリック・ブラケット（ブラケット男爵、物理学者）                       | 1967年11月20日 | 1974年7月13日  |              |      |
| 119  | イギリスの旗         | ウィリアム・ウォルトン（作曲家）                                         | 1967年11月20日 | 1983年3月8日   |              |      |
| 120  | イギリスの旗         | ベン・ニコルソン（画家）                                                 | 1968年4月23日  | 1982年2月6日   |              |      |
| 121  | /                    | ソリー・ズッカーマン（動物学者）                                         | 1968年4月23日  | 1993年4月1日   |              |      |
| 122  | /                    | フィリップ (エディンバラ公)                                              | 1968年6月10日  | 2021年4月9日   |              |      |
| 123  | イギリスの旗         | E・M・フォースター（作家）                                               | 1969年1月1日   | 1970年6月7日   |              |      |
| 124  | イギリスの旗         | マルコム・マクドナルド（政治家）                                         | 1969年7月14日  | 1981年1月11日  |              |      |
| 125  | /                    | ウイリアム・ペニー（物理学者）                                           | 1969年7月14日  | 1991年3月3日   |              |      |
| 126  | イギリスの旗         | G・I・テイラー（数学者、物理学者）                                       | 1969年7月14日  | 1975年6月27日  |              |      |
| 127  | イギリスの旗         | C.ヴェロニカ・ウェッジウッド（歴史家）                                   | 1969年7月14日  | 1997年3月9日   |              |      |
| 128  | ニュージーランドの旗 | ジョン・ピーグルホール（歴史家）                                         | 1970年3月21日  | 1971年10月10日 |              |      |
| 129  | カナダの旗           | レスター・B・ピアソン（カナダ首相）                                      | 1971年5月20日  | 1972年12月27日 |              |      |
| 130  | /                    | アイザイア・バーリン（哲学者）                                           | 1971年5月20日  | 1997年11月5日  |              |      |
| 131  | イギリスの旗         | ジョージ・ロバート・フリーマン・エドワーズ（航空技術者）                 | 1971年5月20日  | 2003年3月2日   |              |      |
| 132  | イギリスの旗         | アラン・ロイド・ホジキン（生理学者）                                     | 1973年4月17日  | 1998年12月20日 |              |      |
| 133  | イギリスの旗         | ポール・ディラック（理論物理学者）                                       | 1973年4月17日  | 1984年10月20日 |              |      |
| 134  | イギリスの旗         | ハロルド・マクミラン（初代ストックトン伯爵、首相）                       | 1976年4月2日   | 1986年12月29日 |              |      |
| 135  | イギリスの旗         | クリストファー・ヒントン（バンクサイドのヒントン男爵、核技術者）         | 1976年4月2日   | 1983年6月22日  |              |      |
| 136  | イギリスの旗         | ケネス・クラーク（作家）                                                 | 1976年4月2日   | 1983年5月21日  |              |      |
| 137  | /                    | ロナルド・セイム（歴史家）                                               | 1976年4月2日   | 1989年9月4日   |              |      |
| 138  | イギリスの旗         | アレグザンダー・トッド（生化学者）                                       | 1977年10月24日 | 1997年1月10日  |              |      |
| 139  | イギリスの旗         | オリヴァー・フランクス（フランクス男爵、哲学者）                         | 1977年10月24日 | 1992年10月15日 |              |      |
| 140  | /                    | フレデリック・アシュトン（バレエダンサー）                               | 1977年10月24日 | 1988年10月18日 |              |      |
| 141  | イギリスの旗         | J・B・プリーストリー（作家）                                             | 1977年10月24日 | 1984年8月14日  |              |      |
| 142  | イギリスの旗         | ローレンス・オリヴィエ（俳優）                                           | 1981年2月6日   | 1989年7月11日  |              |      |
| 143  | /                    | ピーター・メダワー（生物学者）                                           | 1981年2月6日   | 1987年10月2日  |              |      |
| 144  | イギリスの旗         | レナード・チェシャー（空軍軍人）                                         | 1981年2月6日   | 1992年7月31日  |              |      |
| 145  | イギリスの旗         | オーウェン・チャドウィック（歴史神学者）                                 | 1983年11月11日 | 2015年7月17日  |              |      |
| 146  | イギリスの旗         | アンドルー・フィールディング・ハクスリー（生物学者）                     | 1983年11月11日 | 2012年5月30日  |              |      |
| 147  | オーストラリアの旗   | シドニー・ノーラン（画家）                                               | 1983年11月11日 | 1992年11月28日 |              |      |
| 148  | イギリスの旗         | マイケル・ティペット（作曲家）                                           | 1983年11月11日 | 1998年1月8日   |              |      |
| 149  | /                    | アグネス・ゴンジャ・ボヤジュ（マザー・テレサ、修道女）                   | 1983年11月18日 | 1997年9月5日   | 名誉メンバー |      |
| 150  | イギリスの旗         | グレアム・グリーン（小説家）                                             | 1986年2月11日  | 1991年4月3日   |              |      |
| 151  | イギリスの旗         | フレデリック・サンガー（生化学者）                                       | 1986年2月11日  | 2013年11月19日 |              |      |
| 152  | イギリスの旗         | フランク・ホイットル（技術者）                                           | 1986年2月11日  | 1996年8月9日   |              |      |
| 153  | /                    | ユーディ・メニューイン（メニューイン男爵、音楽家）                       | 1987年2月25日  | 1999年3月12日  |              |      |
| 154  | /                    | エルンスト・ゴンブリッチ（美術史家）                                     | 1988年2月15日  | 2001年11月3日  |              |      |
| 155  | /                    | マックス・ペルーツ（化学者）                                             | 1988年2月15日  | 2002年2月6日   |              |      |
| 156  | イギリスの旗         | シシリー・ソンダース（内科医）                                           | 1989年11月30日 | 2005年7月14日  |              |      |
| 157  | イギリスの旗         | ジョージ・ポーター（化学者）                                             | 1989年11月30日 | 2002年8月31日  |              |      |
| 158  | イギリスの旗         | マーガレット・サッチャー（サッチャー女男爵、首相）                       | 1990年12月7日  | 2013年4月8日   |              |      |
| 159  | オーストラリアの旗   | ジョーン・サザーランド（ソプラノ歌手）                                   | 1991年11月27日 | 2010年10月10日 |              |      |
| 160  | /                    | フランシス・クリック（生物学者）                                         | 1991年11月27日 | 2004年7月28日  |              |      |
| 161  | イギリスの旗         | ニネット・ド・ヴァロア（バレエダンサー）                                 | 1992年11月17日 | 2001年3月8日   |              |      |
| 162  | イギリスの旗         | マイケル・アティヤ（数学者）                                             | 1992年11月17日 | 2019年1月11日  |              |      |
| 163  | イギリスの旗         | ロイ・ジェンキンス（ヒルヘッドのジェンキンス男爵、政治家）               | 1993年12月6日  | 2003年1月5日   |              |      |
| 164  | イギリスの旗         | ルシアン・フロイド（画家）                                               | 1993年12月6日  | 2011年7月20日  |              |      |
| 165  | 南アフリカ共和国の旗 | ネルソン・マンデラ（南アフリカ共和国大統領）                             | 1995年3月21日  | 2013年12月5日  | 名誉メンバー |      |
| 166  | /                    | アーロン・クルーグ（化学者）                                             | 1995年10月23日 | 2018年11月20日 |              |      |
| 167  | イギリスの旗         | ジョン・ギールグッド（俳優）                                             | 1996年12月9日  | 2000年5月21日  |              |      |
| 168  | イギリスの旗         | アルフレッド・デニング（法律家）                                         | 1997年11月25日 | 1999年3月5日   |              |      |
| 169  | イギリスの旗         | ノーマン・フォスター（建築家）                                           | 1997年11月25日 |                | 現騎士団員   | 89   |
| 170  | イギリスの旗         | デニス・ルーク（技術者）                                                 | 1997年11月25日 | 2008年9月2日   |              |      |
| 171  | イギリスの旗         | テッド・ヒューズ（桂冠詩人）                                             | 1998年8月10日  | 1998年10月28日 |              |      |
| 172  | イギリスの旗         | バジル・ヒューム（枢機卿）                                               | 1999年5月25日  | 1999年6月17日  |              |      |
| 173  | イギリスの旗         | ジェームズ・ブラック（薬理学者）                                         | 2000年5月9日   | 2010年3月22日  |              |      |
| 174  | イギリスの旗         | アンソニー・カロ（彫刻家）                                               | 2000年5月9日   | 2013年10月23日 |              |      |
| 175  | イギリスの旗         | ロジャー・ペンローズ（物理学者）                                         | 2000年5月9日   |                | 現騎士団員   |      |
| 176  | /                    | トム・ストッパード（劇作家）                                             | 2000年5月9日   |                | 現騎士団員   |      |
| 177  | イギリスの旗         | チャールズ3世                                                            | 2002年6月27日  |                | 現騎士団員   |      |
| 178  | オーストラリアの旗   | ロバート・メイ （オックスフォードのメイ男爵、生物学者）                  | 2002年10月28日 | 2020年4月28日  |              |      |
| 179  | イギリスの旗         | ジェイコブ・ロスチャイルド（第4代ロスチャイルド男爵、銀行家）            | 2002年10月28日 | 2024年2月26日  |              |      |
| 180  | イギリスの旗         | デイヴィッド・アッテンボロー（ドキュメンタリー作家）                     | 2005年6月10日  |                | 現騎士団員   |      |
| 181  | イギリスの旗         | ベティー・ブースロイド（庶民院議長）                                     | 2005年6月10日  |                | 現騎士団員   |      |
| 182  | イギリスの旗         | マイケル・ハワード (歴史学者)                                            | 2005年6月10日  | 2019年11月30日 |              |      |
| 183  | イギリスの旗         | ロビン・イームズ（宗教家）                                               | 2007年6月13日  |                | 現騎士団員   |      |
| 184  | イギリスの旗         | ティム・バーナーズ＝リー（計算機科学者）                                 | 2007年6月13日  |                | 現騎士団員   |      |
| 185  | イギリスの旗         | マーティン・リース（天文学者）                                           | 2007年6月13日  |                | 現騎士団員   |      |
| 186  | カナダの旗           | ジャン・クレティエン（カナダ首相）                                       | 2009年7月13日  |                | 現騎士団員   |      |
| 187  | イギリスの旗         | ニール・マクレガー（美術史家）                                           | 2010年11月4日  |                | 現騎士団員   |      |
| 188  | イギリスの旗         | デイヴィッド・ホックニー（画家）                                         | 2012年1月1日   |                | 現騎士団員   |      |
| 189  | オーストラリアの旗   | ジョン・ハワード（オーストラリア首相）                                   | 2012年1月1日   |                | 現騎士団員   |      |
| 190  | イギリスの旗         | サイモン・ラトル (指揮者）                                               | 2014年1月1日   |                | 現騎士団員   |      |
| 191  | イギリスの旗         | マーチン・リッチフィールド・ウエスト (西洋古典学学者）                   | 2014年1月1日   | 2015年7月13日  |              |      |
| 192  | イギリスの旗         | マグディ・ヤコブ (胸部外科医者）                                         | 2014年1月1日   |                | 現騎士団員   |      |
| 193  | イギリスの旗         | アラ・ダルジ (政治家）                                                   | 2015年12月31日 |                | 現騎士団員   |      |
| 194  | イギリスの旗         | アン・ドーリング (技師）                                                 | 2015年12月31日 |                | 現騎士団員   |      |
| 195  | イギリスの旗         | ジェームズ・ダイソン (デザイナー）                                       | 2015年12月31日 |                | 現騎士団員   |      |
| 196  | イギリスの旗         | デイヴィッド・アジャイ (建築家）                                         | 2022年11月11日 |                | 現騎士団員   |      |
| 197  | イギリスの旗         | エリザベス・アニオンウ (看護師）                                         | 2022年11月11日 |                | 現騎士団員   |      |
| 198  | イギリスの旗         | フレーラ・ベンジャミン (俳優）                                           | 2022年11月11日 |                | 現騎士団員   |      |
| 199  | イギリスの旗         | マーガレット・マクミラン (歴史学者）                                     | 2022年11月11日 |                | 現騎士団員   |      |
| 200  | イギリスの旗         | ポール・ナース (遺伝学者）                                               | 2022年11月11日 |                | 現騎士団員   |      |
| 201  | イギリスの旗         | ヴェンカトラマン・ラマクリシュナン (生物学者）                           | 2022年11月11日 |                | 現騎士団員   |      |